# Adrian Brunner
Adrian Brunner (* 16. Oktober 1987) ist ein ehemaliger Schweizer Eishockeyspieler, der zuletzt beim EHC Kloten in der National League B unter Vertrag stand. Sein älterer Bruder Damien Brunner ist ebenfalls ein professioneller Eishockeyspieler.

## Karriere
Adrian Brunner begann seine Karriere als Eishockeyspieler in der Nachwuchsabteilung der Kloten Flyers, für deren Profimannschaft er in der Saison 2006/07 sein Debüt in der Nationalliga A gab. In seinem Rookiejahr blieb er in vier Spielen punktlos und erhielt zwei Strafminuten. Parallel bestritt er zehn Spiele für die Schweizer U20-Eishockeynationalmannschaft in der Nationalliga B. Von 2007 bis 2009 lief der Center für den HC Ajoie in der NLB auf, wo er sich zu einem Führungsspieler innerhalb der Mannschaft entwickelte. Anschließend stand er ebenfalls zwei Jahre lang für den HC Ambrì-Piotta in der NLA auf dem Eis. In der Saison 2011/12 erreichte er mit dem SC Bern das Meisterschaftsfinale, unterlag in diesem mit seiner Mannschaft jedoch den ZSC Lions.
Zur Saison 2012/13 wurde Brunner vom NLA-Teilnehmer SCL Tigers verpflichtet. Zur darauffolgenden Spielzeit wurde der Stürmer vom EHC Olten aus der National League B unter Vertrag genommen. Nach zwei Spielzeiten in Olten unterzeichnete er im März 2015 einen Vertrag bei Hockey Thurgau, wo er in drei Saisons 131 Spiele für die Ostschweizer absolvierte. Von 2018 bis 2019 spielte Brunner wieder für seinen Ausbildungsverein, den EHC Kloten.
Im Verlauf der Saison 2019/20 wurde er an den EHC Winterthur verliehen. Nach Saisonende beendete Brunner seine aktive Karriere.

## Karrierestatistik
(Legende zur Spielerstatistik: Sp oder GP = absolvierte Spiele; T oder G = erzielte Tore; V oder A = erzielte Assists; Pkt oder Pts = erzielte Scorerpunkte; SM oder PIM = erhaltene Strafminuten; +/− = Plus/Minus-Bilanz; PP = erzielte Überzahltore; SH = erzielte Unterzahltore; GW = erzielte Siegtore; 1 Play-downs/Relegation; Kursiv: Statistik nicht vollständig)